# Nicole Pfluger
Nicole Pfluger (ur. 10 marca 1983 w Saalfelden am Steinernen Meer) – austriacka biathlonistka, jej największym sukcesem jest 9. miejsce w sprincie w czasie Mistrzostw Europy w 2004 roku.

## Osiągnięcia

### Mistrzostwa Europy
| Rok  | Miejsce           | IN | SP | PU | MS | RL |
| 2004 | Mińsk             | 10 | 9  | 11 |    |    |
| 2005 | Nowosybirsk       |    | 21 |    |    |    |
| 2006 | Langdorf-Arbersee | 49 | 52 | 36 |    |    |
| 2008 | Nové Město        | 26 | 26 | 20 |    |    |

### Mistrzostwa Świata Juniorów
| Rok  | Miejsce         | IN | SP | PU | MS | RL |
| 2002 | Ridnaun         | 27 | 25 | 32 |    |    |
| 2003 | Kościelisko     | 36 | 29 | 36 |    |    |
| 2004 | Haute Maurienne | 27 | 43 | 14 |    |    |

IN – bieg indywidualny, SP – sprint, PU – bieg pościgowy, MS – bieg ze startu wspólnego, RL – sztafeta